# Ratborn
Ratborn (Latin: Ratbornus Italien: Ratborno) est un ecclésiastique d'origine inconnue qui fut évêque d'Aoste avant 876 et après  877.

## Mentions
L'évêque Ratborn n'est mentionné que dans deux circonstances:
Charles le Chauve après avoir reçu à Rome des mains du Pape Jean VIII la couronne d'Empereur d'Occident le 25 décembre 875, se présente à la  Diète de Pavie devant les grand  laïcs et ecclésiastique du royaume d'Italie  menés par Anspert ou Ansbert archevêque de Milan (868-881) qui l'élisent roi  le 31 janvier 876. Ratborn, évêque d'Aoste, est présent à cette occasion car son siège depuis 867 est redevenu suffragant de l'archidiocèse de Milan lorsque le Pape Nicolas Ier a subordonné l'archevêché de Tarentaise, à l'archidiocèse de Vienne. Dans le même contexte l'année suivante en novembre 877 Ratborn participe au Concile de Ravenne lorsque 19 canons sur la discipline ecclésiastique sont adoptés. Deux années après en en 879 la vallée d'Aoste  est intégrée dans le royaume de Boson de Provence.